# Alexandru cel fericit
Alexandru cel fericit (titlul original: în franceză Alexandre le bienheureux)  este un film de comedie francez, realizat în 1968 de regizorul Yves Robert, după o nuvelă proprie, protagoniști fiind actorii Philippe Noiret, Marlène Jobert, Françoise Brion și Pierre Richard. A fost a doua apariție într-un film a actorului Pierre Richard, jucând un rol secundar până la finalul filmului.

## Rezumat
Alexandre este agricultor în Beauce și este căsătorit cu Grande, care deține cea mai mare fermă din sat. S-a căsătorit cu el doar pentru capacitatea lui enormă de a munci, iar ea profită de asta zilnic, trimițându-l de la o muncă obositoare la alta. El însă tot timpul visează doar să-și petreacă timpul pescuind, contemplând natura sau îngrijindu-și câinele, dar niciodată nu ia hățurile în mână și nu  protestează. 
Dar într-o zi, Grande moare într-un accident de mașină. Acum, în fruntea unei mici averi, dar mai ales a unei dorințe excesive de odihnă, Alexander decide să se odihnească, făcând un repaus pe care îl consideră meritat, si să-și ia timp să savureze viața, așa că rămâne culcat și vrea să doarmă. Doarme atât de mult, încât după câteva săptămâni, locuitorii satului încep să se îngrijoreze de soarta sa... și mai ales cea a fermei sale. În fiecare zi, Alexandre trimite cățelul cu un coș în gură la băcănia din sat, să îi aducă cele trebuincioase, trecute pe un bilet. 
Dorința sa de a dormi se răspândește rapid în micul sat iar comportamentul său de unii săteni este luat ca exemplu, dar alți locuitori decid să îl forțeze să se întoarcă la muncă. Pentru asta îi fură cățelul și îl duc departe... 
Cunoscând-o pe Agathe, recent sosită în sat și care îl simpatizează, se decide să se însoare cu ea, dar cu o clipă înainte de a-și da consimțământul, își dă seama că și Agathe este la fel de „comandant” ca și Grande...

## Distribuție
- Philippe Noiret – Alexandre Gartempe
- Françoise Brion – Eliane Gartempe zisă la Grande, soția lui Alexandre
- Marlène Jobert – Agathe Bordeaux
- Paul Le Person – Sanguin, tatăl familiei numroasă
- Tsilla Chelton – dna. Bouillot, băcănița
- Léonce Corne – Lamendin
- Pierre Richard – Colibert
- Jean Saudray – Pinton
- Pierre Barnley – preotul
- Marcel Bernier – Malicorne
- Bernard Charlan – primarul
- Madeleine Damien – dna. Boisseau
- Pierre Maguelon – Verglandier
- Marie Marc – mama mare a lui la Grande
- François Vibert – tatăl vitreg al lui Alexandre
- Jean Carmet – Fringale
- Antoinette Moya – dna. Sanguin
- Marc Dudicourt – dl. Tondeur, candidatul la jocul TV
- Pierre Bellemare – propriul rol
- și Kaly  – cățelul lui Alexandre

## Melodii din film
Cântecul „Le Ciel, la Terre et l'Eau” (text de Francis Lemarque, muzica de Vladimir Cosma), este interpretat de Isabelle Aubret